# 鳞隔堇属
鳞隔堇属（学名：Scyphellandra）是堇菜科下的一个属，为亚灌木植物。该属共有4种，分布于斯里兰卡、越南、泰国。